# Atanas Michajłow
Atanas Christow Michajłow (bułg. Атанас Христов Михайлов, ur. 5 lipca 1949 w Sofii, zm. 1 października 2006 tamże) – piłkarz bułgarski grający na pozycji napastnika. W swojej karierze rozegrał 45 meczów w reprezentacji Bułgarii i strzelił w nich 23 gole.

## Kariera klubowa
Większą część kariery piłkarską Michajłow spędził w Łokomotiwie Sofia. W sezonie 1964/1965 zadebiutował w jego barwach w pierwszej lidze bułgarskiej. W debiutanckim sezonie wywalczył z Łokomotiwem wicemistrzostwo Bułgarii. Z kolei w 1978 roku sięgnął z klubem z Sofii po swój jedyny w karierze tytuł mistrza kraju. W Łokomotiwie rozegrał łącznie 348 ligowych meczów, w których strzelił 148 bramek.
W 1981 roku Michajłow wyjechał na Cypr. Tam grał w Nea Salamina. W 1982 roku zakończył w nim swoją karierę sportową.

## Kariera reprezentacyjna
W reprezentacji Bułgarii Michajłow zadebiutował 22 listopada 1967 roku w wygranym 3:0 meczu kwalifikacji do Igrzysk Olimpijskich w Meksyku z Turcją. W 1968 roku zdobył srebrny medal na tych igrzyskach. W turnieju olimpijskim strzelił trzy gole: dwa w meczu z Tajlandią (7:0) i jednego w półfinale z Meksykiem (3:2).
W 1974 roku Michajłow został powołany do kadry na Mistrzostwa Świata w RFN. Na tym turnieju rozegrał trzy mecze: ze Szwecją (0:0), z Urugwajem (1:1) i z Holandią (1:4). Od 1967 do 1979 roku rozegrał w kadrze narodowej 45 meczów i strzelił w nich 23 gole.